# リール包囲戦 (1792年)
リール包囲戦（リールほういせん、フランス語: Siège de Lille）は、フランス革命戦争中の1792年9月25日から10月8日にかけて行われた、アルベルト・カジミール・フォン・ザクセン＝テシェン率いるハプスブルク帝国（オーストリア）軍によるリールの包囲。リールは激しい砲撃に晒されたが、ジャン＝バティスト・アンドレ・ルオー・ド・ラ・ボンネリー率いる守備軍は砲撃に耐えた。オーストリア軍がリールを完全包囲することができなかったため、フランスは常に増援を派遣することができ、ヴァルミーの戦いでフランス軍がプロイセン軍に勝利したとの報せが届くと、テシェン公は包囲軍を撤収した。次の戦闘は11月のジュマップの戦いだった。包囲戦の記念として、1845年に女神の柱が建てられた。

## 背景

### リールの守備
フランス王国が1667年のリール包囲戦でリールを占領すると、フランスの技術将校セバスティアン・ル・プレストル・ド・ヴォーバンはリールの守備を強化するよう命じられた。五角形となっているリールの星形要塞は1668年から1672年までの間、150万フローリンをかけて築かれ、その成果はヴォーバンに「城塞の女王」と言わしめた。城塞の周辺はリール市と隣接する部分を除いて沼地となっており、浸水した2つの溝と遮蔽のある2つの道で守られた。1670年、新しい防御工事のために古い壁の一部が取り壊された。そして、防御工事が完成すると、リールは合計で堡塁16か所と角堡4か所に守られた。ヴォーバンは巨大なリール要塞の守備には城塞の守備兵1千を含む合計1万2千人を要すると概算した。1708年のリール包囲戦ではルイ・フランソワ・ド・ブーフレール率いるリール駐留軍が弾薬切れによりプリンツ・オイゲンとマールバラ公爵に降伏した。

### 革命戦争の情勢
8月19日、ラファイエット侯爵ジルベール・デュ・モティエは北方軍の指揮から離れて、士官22人とともに対仏大同盟軍の領地に入った。当時、急進化していたフランス立法議会はラファイエットにパリまで出頭して査問に応じるよう命じており、19日には反逆罪で起訴された。プロイセンとオーストリアはフランスがラファイエットをギロチンにかけようとしたことを知らず、1797年までラファイエットを収監した。ラファイエットの後任はより機敏なシャルル・フランソワ・デュムーリエだった。彼はオーストリア領ネーデルラント侵攻を夢見ていたが、事態の発展で延期を余儀なくされた。8月24日、フランソワ・ジョゼフ・ウェスターマンが参謀本部にロンウィが弱い抵抗ののち対仏大同盟に降伏したとの知らせを届けた。 デュムーリエはリールを指揮していたアンヌ・フランソワ・オーギュスタン・ド・ラ・ブルドンネに北方軍の北翼の指揮を任せると、ウェスターマンとエー＝ド＝カン（助手）のジャック・マクドナルとともに南下した。
対仏大同盟軍は中央部のブラウンシュヴァイク＝ヴォルフェンビュッテル公カール・ヴィルヘルム・フェルディナント率いるプロイセン軍4万2千のほか、右翼にフランソワ・セバスチャン・シャルル・ジョゼフ・ド・クロワ率いるオーストリア軍1万5千が、左翼にフリードリヒ・ヴィルヘルム・ツー・ホーエンローエ・キルヒベルク率いるオーストリア軍1万4千が配置されていた。同盟軍はロンウィを砲撃して降伏させた後、9月2日のヴェルダンの戦いで素早く勝利を収めた。デュムーリエはようやくブラウンシュヴァイク公がパリへ進軍していることに気づき、プロイセン軍を追ってグランプレに進んだ。また同時にピエール・リュエル・ド・ベルノンヴィルに命じて北方軍から兵士1万を連れて合流するよう命じ、ブレーズ・デュヴァルに3,050人を連れてくるよう命じた。そして、9月20日のヴァルミーの戦いの後、ブラウンシュヴァイク公はフランスから撤退した。
デュムーリエがいない状況ではモブージュにはルネ・ジョゼフ・ド・ラヌー率いる6千人しかいなかった。ジャック・アンリ・ド・モレトン・ド・シャブリアン率いる4千人はブルイー＝サン＝タマン、サン＝タマン＝ル＝ゾー、オルシーの間で散らばっており、またほかにはモールデの軍営に4千から5千人が駐留していた。アルベルト・カジミール・フォン・ザクセン＝テシェンはフランス軍をブラウンシュヴァイク公の対処から引き離すよう、攻撃を仕掛けることにした。テシェン公の軍勢は51個歩兵大隊と40個騎兵大隊であり、うち14個大隊は駐留軍だった。9月3日、ナジミハイー・スタライ・アンタルがフィリップヴィルを脅かすのと同時にジャン・ピエール・ド・ボーリューがキーヴランを脅かした。9月5日にマクシミリアン・アントワーヌ・ド・バイエ・ド・ラトゥールがトゥルネーからリールに進軍すると、モレトンはモールデの軍営を放棄してスカルプ川の向こうまで撤退した。ド・ラトゥールは追撃してモルターニュ＝デュ＝ノールでフランス軍を敗走させた。敗れたフランス軍はモレトンをリンチしようとしたがモレトンはそれをやめるよう説得した。モレトンは後に自軍の多くが命令に従わず、サン＝タマンで酔ったり略奪したりしたと訴え、急進派のジャーナリストルイ＝マリー・プリュドムは後にモレトンが無能か反逆者であると指摘した。

## 包囲

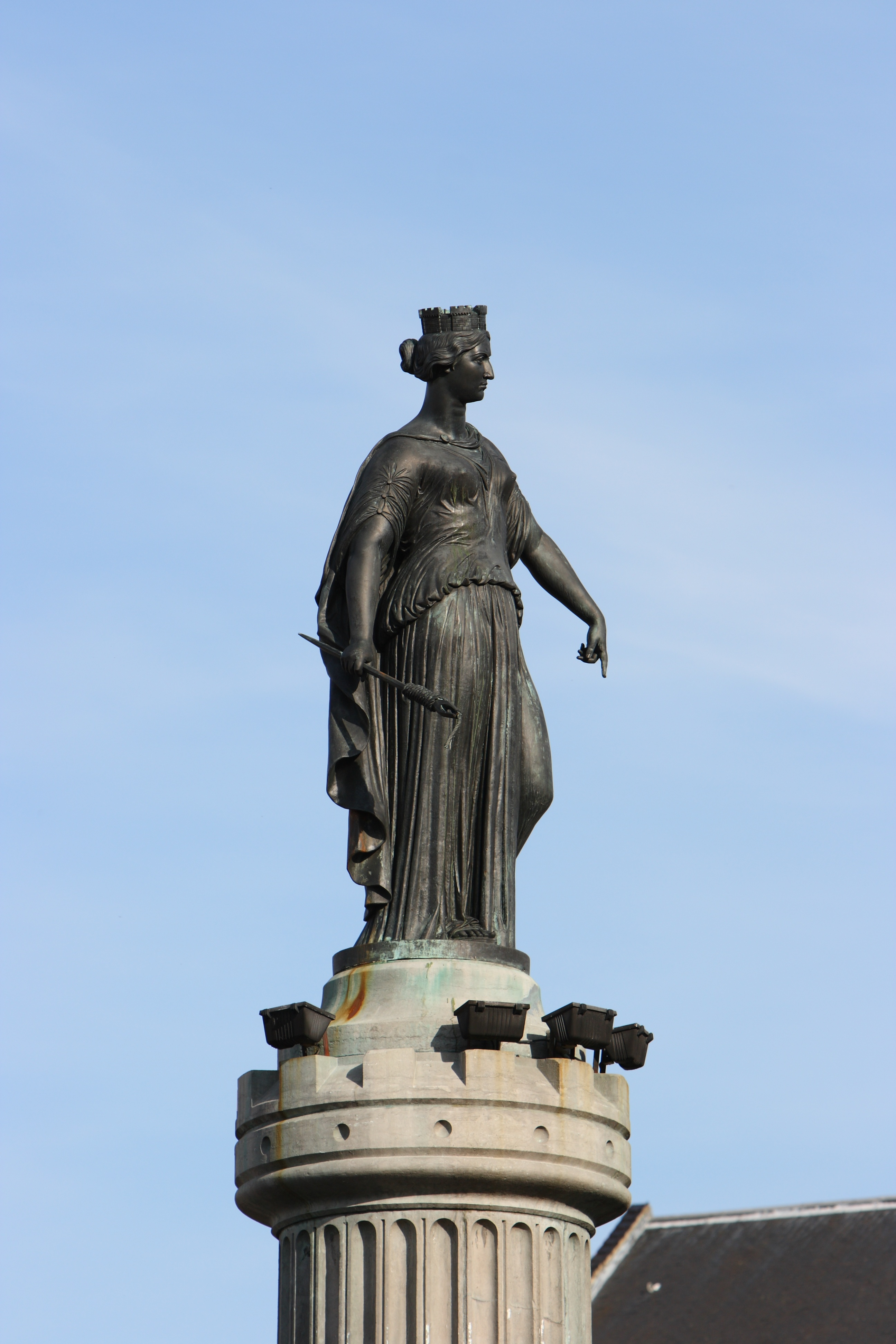
女神の柱、2008年撮影。

攻撃が恐慌を引き起こしたのを見ると、テシェン公はリールを包囲することにした。9月16日、モンスにいたボーリューの軍とトゥルネーにいたド・ラトゥールの軍と合流して合計1万5千人と大砲50門の軍勢になると、テシェン公は9月25日にトゥルネーを発って包囲軍と合流した。防壁条約の要塞のうち最強の1つだったリールはこのとき、ジャン＝バティスト・アンドレ・ルオー・ド・ラ・ボンネリー率いる3千人が駐留しており（直後に増援を受けて1万人に）、補給もふんだんにあった。包囲軍の攻城梯団が小さく、軍も弱くてリールを完全包囲することができなかったためフランス軍は易々と増援を城内に入れることができた。
9月24日、オーストリア軍はフランスの前哨部隊を撃退、同日夜に塹壕を掘り始めた。平行壕の1つ目はトゥルネーへの道路を横切るように掘られ、合計大砲30門を有する砲台5門が200ペースの間隔で配置された。ラ・ボンネリーはテシェン公の降伏勧告を拒否した後、毎晩のようにソーティを派遣したが、包囲工事を阻止することができなかった。9月29日、オーストリア軍は砲撃を開始した。城内に火の手が上がったが、市民消防隊が損害を低減させた。またフランス軍も大量の砲弾を撃ち返した。
やがてラ・ボンネリーの軍勢は増援を受けて2万5千人になり、包囲軍をも上回る人数になった。10月3日までにオーストリア軍の砲撃がまばらになった。10月4日、テシェン公妃マリア・クリスティーナ・フォン・エスターライヒがオーストリア軍の軍営に現れ、砲撃が再び激しくなった。テシェン公はこのときまでにブラウンシュヴァイク公の撤退、およびフランス軍が増援を受けたことに気づいた。6日、彼は大型攻城砲を運び出すよう命じたが、すでに砲弾が6万発リールに打ち込まれていた。そして、8日に撤退を開始すると、マリー・ピエール・フェリクス・シェノン・ド・シャンモラン率いるフランス軍が追撃したがその追っ手が弱く、オーストリア軍はほぼ妨害されずに撤退した。リールへの破壊に激怒していた住民は城外に出ると、オーストリア軍の包囲工事を破壊した。勝利はフランス中で祝われ、多くの人が従軍を決めた。

## 両軍の勢力

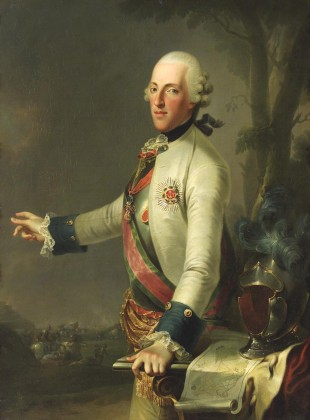
アルベルト・カジミール・フォン・ザクセン＝テシェン

ラ・ボンネリーの駐留軍1万は第85歩兵連隊の2個大隊、第15、86、100歩兵連隊の1個大隊ずつ、第24、44、56、90歩兵連隊の兵站部、国民衛兵の1個大隊、国民衛兵の3個大隊の兵站部、第3、6騎兵連隊の兵站部で構成された。また包囲戦の最中に増援を受けた。シャルル・フランソワ・デュウーは1792年夏以来リール駐留軍の指揮官だったが、包囲がはじまる直前にソワソンの軍営を統率するよう命じられた。彼はそれでも9月23日にリールに戻って指揮を執ろうとしたが、数日後に職務停止になり、パリへの出頭を命じられた。彼は命令に背いて、包囲戦が終わるまでリールに留まり、10月10日にようやくパリに到着した。彼は新聞で攻撃されたが、包囲戦の最中にリールを離れることは臆病な行為であるとして、自分を弁護した。
オーストリアの包囲軍は10.5個歩兵大隊、6個歩兵中隊、18個騎兵大隊で合計13,800人だった。攻城兵器は大砲、榴弾砲、臼砲合計52門だった。テシェン公はオーストリア軍を3手に分け、それぞれド・ラトゥール、フェルディナント・フリードリヒ・アウグスト・フォン・ヴュルテンベルク、ボーリューに指揮を任せた。ド・ラトゥールの部隊にはフランツ・クサーヴァー・フォン・ヴェンクハイム（）の軍、すなわちレウフェン（Leeuven）とルソー（Rousseau）擲弾兵大隊、第33スタライ歩兵連隊（Sztáray）が含まれていた。ヴュルテンベルクの部隊はスタライの軍、すなわち第9クレルフェ歩兵連隊（Clerfayt）の第1大隊、第15アルトン歩兵連隊（Alton）の第2大隊、そしてピュックラー擲弾兵大隊（Pückler）が含まれていた。ボーリューの部隊はカール・フリードリヒ・フォン・ビーラの軍、すなわち第30リーニュ歩兵連隊（Ligne）の第1大隊、第55マレー歩兵連隊（Murray）の第1大隊、第57ヨーゼフ・コロレド歩兵連隊（Josef Colloredo）の第2大隊、オドンネル自由軍団（O'Donell）の4個中隊が含まれた。ルイ＝フランソワ・ド・シヴァラールは騎兵部隊を率いた。騎兵部隊は第16ブランケンシュタイン・フザール連隊（Blankenstein）の2個大隊、第31ラトゥール軽騎兵連隊（Latour）の7個大隊が含まれていた。シャルル・ウジェーヌ・ド・ロレーヌは第30ヴルムザー・フザール連隊（Wurmser）の2個大隊、デゲルマン・ウーラン自由軍団（Degelmann）の6個大隊で構成された、2つ目の騎兵部隊を率いた。カール・フリードリヒ・フォン・リンデナウは工作隊とポンツーン建設工兵隊の1個大隊ずつを率いた。なお、上記のほかにも1個騎兵大隊と1.5個歩兵大隊がいた。

## 結果
フランス軍の損害は死傷者100から200と概算されている。オーストリア軍は戦死43、負傷161であり、攻城砲20門が連続した砲撃により爆発したか、使えない状態に陥った。オーストリア軍はリールを落とせられないとされている。ラ・ボンネリーはフランス政府にリールの家屋の4分の1が焼け落ちたと報告した。また、官庁の理事は家屋500軒が全壊、2,000軒が損害を受けたと報告しており、さらにサン＝テティエンヌ教会（Saint-Étienne）も壊された。とある作家によると、この損害の数は政治的な目的をもって誇張された。プリュドムは出版物でデュウーを命令不服従、ラ・ブルドンネをリールの解囲の遅さで攻撃した。
ブラウンシュヴァイク公が完全撤退している最中、デュムーリエはこの機会にリールを守備した大軍をオーストリア領ネーデルラントへの侵攻に転用することにした。彼はフランス政府に侵攻の許可をもらい、8万から10万の軍勢を集めた。テシェン公は極めて危険な情勢に陥った。次の大規模な戦闘は1792年11月6日のジュマップの戦いとなった。